# يوكو كانو
يوكو كانّو (菅野よう子 كانّو يوكو؛ ولدت في 18 مارس، 1964 في محافظة ميياغي، اليابان) هي ملحنة يابانية ومنظمة موسيقى، عرفت بشكل أكبر بعملها في الموسيقى التصويرية، في الألعاب، وأفلام الأنمي والإعلانات، والمسلسلات التفزيونية والبرامج الحية.

## أعمالها في الدراما اليابانية
- القائدة ناوتورا

## أعمالها في الأنمي

### مسلسلات أنمي تلفزيونية
- كاوبوي بيبوب
- رؤيا إسكافلوني (بالتعاون مع هاجيمي ميزوغوتشي)
- وولفز راين
- داركر ذان بلاك: المقاول الأسود
- الفرقة المتنقلة المدرعة: ستاند ألون كومبليكس
- الفرقة المتنقلة المدرعة: ستاند ألون كومبليكس سكند غيغ
- ماكروس فرونتير
- ترن أ جاندام
- أكويريون (بالتعاون مع هيسآكي هوغاري)
- أبولو على المنحدر
- صدى الإرهاب

### أوفا أنمي
- ماكروس بلاس

### أفلام أنمي
- كاوبوي بيبوب: الفيلم
- الفرقة المتنقلة المدرعة: ستاند ألون كومبليكس: سوليد ستيت سوسايتي

## أعمالها في ألعاب الفيديو
- سلسلة ألعاب نوبوناغاز أمبيشن
  - نوبوناغاز أمبيشن
  - نوبوناغاز أمبيشن II (بالتعاون مع ميتسوؤو ياماموتو)
  - نوبوناغاز أمبيشن: لورد أوف داركنيس
  - نوبوناغا نو يابو: هاؤدين
  - نوبوناغا نو يابو: تينشوكي
- أنتشارتد واترز
- أنتشارتد واترز: نيو هورايزونز
- جنكيز خان
- سجلات الممالك الثلاث
- عاصفة الاصلاح (بالتعاون مع ميتسوؤو ياماموتو)

## وصلات خارجية
- يوكو كانو على موقع IMDb (الإنجليزية)
- يوكو كانو على موقع ميوزك برينز (الإنجليزية)
- يوكو كانو على موقع أول موفي (الإنجليزية)
- يوكو كانو على موقع أول ميوزيك (الإنجليزية)
- يوكو كانو على موقع ديسكوغز (الإنجليزية)
- يوكو كانو على موقع قاعدة بيانات الفيلم (الإنجليزية)
- يوكو كانو على موقع ANN person (الإنجليزية)